# US Army Air Corps

United States Army Air Corps

Army Air Corps (AAC) var amerikanska arméns flygkår som var en föregångare till Förenta staternas flygvapen (USAF)
Flygverksamheten inom Air Corps inleddes 2 juli 1926 när personal och flygplan överfördes från Army Air Service till den nyinrättade flygkåren. I samband med inrättandet anslogs medel till en femårsplan där styrkan fastställdes till 16 000 man och 1 800 flygplan. En central flygskola inrättades i San Antonio.
Under de första 10 åren stred man för större anslag och ökat utrymme inom armeórganisationen. Den utlovade femårsplanen försvagades av den ekonomiska kris som drabbade USA 1929. Man tvingades att använda överskottsmaterial från första världskriget och den tekniska utvecklingen upphörde. I början av 1930-talet när överskottmaterialet var förbrukat och ersatte man flygplanen med nyproducerade tunga bomplan av god teknisk kvalité och man upprättade arméhögkvarterets flygstyrka General Headquarters Air Force (GHQAF) 1 mars 1935. I september 1939 bestod arméflygkåren av cirka 2 000 piloter, 24 000 man markpersonal samt 2 600 flygplan. Av dessa var cirka 800 flygplan i sådant skick att de kunde hänföras till första linjen trots att de hade lägre prestanda än sina europeiska motsvarigheter. Army Air Corps toppflygplan var 23 exemplar av Boeing B-17 Flying Fortress. Detta kan jämföras med Luftwaffe som disponerade 4 100 första linjens flygplan och cirka 600 000 man varav 60 000 piloter.
Efter andra världskrigets utbrott utökades AAC successivt och när man den 20 juni 1941 upphöjdes till att vara jämbördigt vapenslag med infanteriet, kavalleriet och artilleriet bytte man namn till Army Air Forces (AAF).

## Chefer vid US Army Air Corps
- 1926-1926 General Mason Patrick
- 1927-1931 General James Fechet
- 1931-1935 General Benjamin Foulois
- 1935-1938 General Oscar Westover
- 1938-1941 General Henry Arnold